# Similares
Similares — (en italiano: Simili), es el undécimo álbum de estudio de la cantante italiana Laura Pausini después de cuatro años de publicar su último álbum de estudio Inédito y de publicar su más reciente álbum recopilatorio 20 - Grandes Éxitos, y de desprenderse en una gira por el continente americano, europeo y por primera vez en países como Australia y Rusia, la cantante regresa con Similares disco el cual fue publicado el seis y trece de noviembre de 2015 por parte de Atlantic Records, perteneciente a Warner Music. La canción que le da nombre al álbum fue escrita por Pausini junto con Niccolò Agliardi y Edwyn Roberts. Se realizará una gira con una serie de conciertos en estadios por Italia llamada #PausiniStadi.
A finales del mes de abril de 2016, la cantante confirmó la nueva etapa de la gira mundial, titulada Similares US And LatAm Tour 2016. Por primera vez en su carrera, Pausini se presentó en países como Ecuador, Paraguay y Uruguay e iba a regresar después de quince años a Colombia, pero los dos conciertos pautados fueron cancelados por motivos de producción. Al igual que volvió a Argentina, Brasil con tres fechas, Canadá, Chile, Costa Rica, Estados Unidos que de igual modo cuenta con tres conciertos, México, Panamá, Perú y Puerto Rico, luego de 10 años en la Isla. Y la tercera etapa fue llevada a cabo en Europa, Alemania contó con tres respectivas fechas, Bélgica, España y Francia con dos fechas, Luxemburgo, que luego fueron canceladas por enfermedad, Reino Unido y por último Suiza con dos conciertos. 
Pausini deseó hacer del álbum toda una experiencia visual, por lo cual por cada canción del disco tuvo su respectivo vídeo oficial. Simili—Similares fue distribuido en más de sesenta países.
El primer sencillo que anticipa al álbum fue «Lado derecho del corazón/Lado destro del cuore», que logró posicionarse como número tres en el top general de la Federación de la Industria Musical Italiana. En noviembre de 2015, «Simili» fue escogido como segundo sencillo para Italia, ambos certificaron disco de oro por superar las 25 000 copias. «En la puerta de al lado» para América Latina y España se presentó como el segundo sencillo para estas regiones.

## Antecedentes
En noviembre del 2011, se publicó el último álbum de estudio de Pausini titulado Inédito, que marca el regreso de la cantante a la música después de dos años de estar alejada del mundo musical para enfocarse en su vida familiar y privada. Inédito resultó obtener resultados comerciales favorables, en Italia ha sido certificado con seis discos de platino, lo que equivale a más de 360 000 copias vendidas. También fue certificado con discos de oro en Malta, México y Suiza. Mientras que en Brasil y Venezuela se le otorgaron discos de platino, a nivel mundial el disco vendió un millón de copias.
Posteriormente se comercializa 20 - Grandes Éxitos, un recopilatorio que celebra los veinte años de carrera de Pausini, con este disco logró certificar triple disco de platino en su país natal por superar las 180 000 copias, disco de oro en México y Suiza, también después de casi diez años logró adjudicarse un disco de oro en España por vender más de 20 000 copias. El 5 de diciembre de 2013 Laura se embarcó en el The Greatest Hits World Tour, su más reciente gira, la cual constó de cincuenta y tres fechas en total, recorrió América Latina, Europa, y por primera vez ofreció dos conciertos en Oceanía, más precisamente en Australia y uno en Rusia.
En el verano de 2014, participó como entrenadora en la cuarta edición del show de talento La Voz...México con la cadena mexicana Televisa, junto a Ricky Martin, Yuri y Julión Álvarez, obteniendo un gran éxito. También fue entrenadora de la La Voz en España, donde fue declarada como la coach revelación.

## Estructura, composición y grabación
En noviembre de 2015, durante una gira promocional a The Associated Press en Miami, Estados Unidos, Pausini explicó que el título de Similares se refiere a que es una palabra que adora y hoy en día su significado lo lleva muy dentro de su corazón. Casi iguales, pero diferentes, todos hemos sido creados de la misma manera y tenemos qué aprender a apreciar esas espléndidas diferencias. La maternidad de Pausini ha desatado su curiosidad y le ha brindado confianza para comprender  a los demás y esto se refleja en Similares. Es su primer álbum en el cual no canta exclusivamente sobre su vida personal. El álbum cuenta con quince canciones, doce de ellas son historias de otras personas, y tres son autobiográficas.

«Me estaban tomando la huella digital y vi a otros alrededor que estaban haciendo lo mismo para reconocernos como personas diferentes. ‘Similares’, una palabra que alberga otras dos muy contradictorias: igual y diferente. Me parece fascinante, porque habla de todo lo que nos rodea, de todas las diferencias que nosotros los seres humanos tenemos y me permite escribir historias diferentes y arreglarlas de manera diferente”.»
Pausini durante una entrevista del diario El Universal

Es el disco menos autobiográfico de la carrera de Pausini, en el que la mayoría de las canciones no son historias personales. Tres de las quince canciones pertenecientes al álbum son las únicas autobiográficas. 
«A ella le debo mi amor» dedicada a su hija Paola, la cual es la más íntima porque la versión incluida en el disco es un “demo” grabado en casa únicamente con voz y guitarra, en el que se coló la voz de Paola, quien se despertó de una siesta cuando Pausini y su novio y productor, Paolo Carta, estaban trabajando. La canción fue compuesta por su antiguo amigo y colaborador, el cantante y compositor italiano Biagio Antonacci, quien además es padrino de la niña.
«Es la música» que cuenta con la colaboración especial de un grupo de personas de su club de fanes oficial, quienes, por primera vez en la historia son los protagonistas fundamentales de la canción. A través de una iniciativa creada por Laura, a los que podían cantar o tocar instrumentos se les pidió que interpretaran o tocaran su instrumento. Un total de 28 fanes de diecisiete países diferentes (Brasil, Canadá, Chile, Colombia, Ecuador, Finlandia, Francia, Gambia, Alemania, Japón, Inglaterra, Italia, México, Holanda, Rusia, Serbia y Estados Unidos), fueron seleccionados y participan en la canción. Por última canción está «Lo sabías antes tú», dedicada a su padre ya que es un tema que le ha querido dedicar porque ha cumplido setenta años.

## Lista de canciones
| Lista de canciones - edición en castellano. |                                                                                       |                                 |                                             |          |  |
| N.º                                         | Título                                                                                | Letras                          | Música                                      | Duración |  |
| 1.                                          | «Lado derecho del corazón»                                                            | Biagio Antonacci                | Biagio Antonacci                            | 3:53     |  |
| 2.                                          | «Similares»                                                                           | Laura Pausini, Niccolò Agliardi | Niccolò Agliardi, Edwyn Roberts             | 3:36     |  |
| 3.                                          | «200 notas»                                                                           | Tony Maiello                    | Tony Maiello, Lorenzo Vizzini Bisaccia      | 3:58     |  |
| 4.                                          | «Una chica enamorada»                                                                 | Jovanotti                       | Jovanotti, Riccardo Onori, Christian Rigano | 3:21     |  |
| 5.                                          | «Pregúntale al cielo»                                                                 | Laura Pausini, Niccolò Agliardi | Paolo Carta                                 | 3:16     |  |
| 6.                                          | «He creído en mí»                                                                     | Niccolò Agliardi                | Massimiliano Pelan                          | 3:14     |  |
| 7.                                          | «En la puerta de al lado»                                                             | Laura Pausini                   | Mattia De Luca                              | 3:47     |  |
| 8.                                          | «Nuestro amor de cada día»                                                            | Laura Pausini, Niccolò Agliardi | Paolo Carta                                 | 3:59     |  |
| 9.                                          | «Regresaré (con calma se verá)»                                                       | Biagio Antonacci                | Biagio Antonacci                            | 4:08     |  |
| 10.                                         | «Culpable»                                                                            | Laura Pausini, Niccolò Agliardi | Laura Pausini, Daniel Vuletic               | 3:36     |  |
| 11.                                         | «Yo estuve (+ amor x favor)»                                                          | Laura Pausini                   | Paolo Carta, L'Aura                         | 2:54     |  |
| 12.                                         | «Solo nubes»                                                                          | Giuliano Sangiorgi              | Giuliano Sangiorgi                          | 4:13     |  |
| 13.                                         | «Es la música» (con los cantantes y músicos miembros del Círculo Admiradores Oficial) | Laura Pausini, Niccolò Agliardi | Paolo Carta                                 | 3:32     |  |
| 14.                                         | «Lo sabías antes tú»                                                                  | Laura Pausini, L'Aura           | Simone Bertolotti, L'Aura                   | 4:03     |  |
| 15.                                         | «A ella le debo mi amor» (con Paolo Carta, Paola Carta)                               | Biagio Antonacci                | Biagio Antonacci                            | 2:54     |  |
| 54:12                                       |                                                                                       |                                 |                                             |          |  |

| Lista de canciones - edición en italiano. |                                                                                        |                                 |                                             |          |  |
| N.º                                       | Título                                                                                 | Letras                          | Música                                      | Duración |  |
| 1.                                        | «Lato destro del cuore»                                                                | Biagio Antonacci                | Biagio Antonacci                            | 3:53     |  |
| 2.                                        | «Simili»                                                                               | Laura Pausini, Niccolò Agliardi | Niccolò Agliardi, Edwyn Roberts             | 3:36     |  |
| 3.                                        | «200 note»                                                                             | Tony Maiello                    | Tony Maiello, Lorenzo Vizzini Bisaccia      | 3:58     |  |
| 4.                                        | «Innamorata»                                                                           | Jovanotti                       | Jovanotti, Riccardo Onori, Christian Rigano | 3:21     |  |
| 5.                                        | «Chiedilo al cielo»                                                                    | Laura Pausini, Niccolò Agliardi | Paolo Carta                                 | 3:16     |  |
| 6.                                        | «Ho creduto a me»                                                                      | Niccolò Agliardi                | Massimiliano Pelan                          | 3:14     |  |
| 7.                                        | «Nella porta accanto»                                                                  | Laura Pausini                   | Mattia De Luca                              | 3:47     |  |
| 8.                                        | «Il nostro amore quotidiano»                                                           | Laura Pausini, Niccolò Agliardi | Paolo Carta                                 | 3:59     |  |
| 9.                                        | «Tornerò (con calma si vedrà)»                                                         | Biagio Antonacci                | Biagio Antonacci                            | 4:08     |  |
| 10.                                       | «Colpevole»                                                                            | Laura Pausini, Niccolò Agliardi | Laura Pausini, Daniel Vuletic               | 3:36     |  |
| 11.                                       | «Io c'ero (+ amore x favore)»                                                          | Laura Pausini                   | Paolo Carta, L'Aura                         | 2:54     |  |
| 12.                                       | «Sono solo nuvole»                                                                     | Giuliano Sangiorgi              | Giuliano Sangiorgi                          | 4:13     |  |
| 13.                                       | «Per la musica» (con los cantantes y músicos miembros del Círculo Admiradores Oficial) | Laura Pausini, Niccolò Agliardi | Paolo Carta                                 | 3:32     |  |
| 14.                                       | «Lo sapevi prima tu»                                                                   | Laura Pausini, L'Aura           | Simone Bertolotti, L'Aura                   | 4:03     |  |
| 15.                                       | «È a lei che devo l'amore» (con Paolo Carta, Paola Carta)                              | Biagio Antonacci                | Biagio Antonacci                            | 2:54     |  |
| 54:12                                     |                                                                                        |                                 |                                             |          |  |

## Posicionamiento en las listas musicales
| Alemania       | Offizielle Top 100                | 58 |
| Argentina      | Top 20                            | 13 |
| Bélgica        | Ultratop 200 Flandes              | 39 |
| Bélgica        | Ultratop 200 Valona               | 7  |
| Croacia        | Top 40 Stranih                    | 3  |
| España         | Top 100 Álbumes                   | 7  |
| Estados Unidos | Latin Pop Albums                  | 3  |
| Estados Unidos | Top Latin Albums                  | 6  |
| Estados Unidos | World Albums                      | 7  |
| Francia        | Top 200 Albums                    | 51 |
| Hungría        | Top 40 álbum — Lista              | 23 |
| Italia         | Classifiche Albums Top 100        | 1  |
| México         | Amprofon                          | 19 |
| México         | Amprofon Top Español              | 12 |
|                | Media Traffic                     | 13 |
| Países Bajos   | Dutch Álbum Top 100               | 33 |
| Suiza          | Schweizer Hitparade Alben Top 100 | 4  |

## Certificaciones
| Territorio | Organismo certificador | Certificación | Ventas certificadas | Simbolización | Ref.                 |
| ---------- | ---------------------- | ------------- | ------------------- | ------------- | -------------------- |
| Brasil     | ABPD                   | Oro           | 20 000              | ●             | [ 46 ] [ 47 ] [ 48 ] |
| Italia     | FIMI                   | 3x Platino    | 150 000             | 3▲            | [ 49 ]               |

## Historial de lanzamiento
| Región         | Fecha                   | Versión  | Formato             | Discografía  | Ref.   |
| -------------- | ----------------------- | -------- | ------------------- | ------------ | ------ |
| Mundial        | 6 de noviembre de 2015  | Italiano | CD Download digital | Warner Music | [ 50 ] |
| Estados Unidos | 13 de noviembre de 2015 | Italiano | CD Download digital | Warner Music | [ 51 ] |
| Hispanoamérica | 13 de noviembre de 2015 | Español  | CD Download digital | Warner Music | [ 52 ] |